# Sandur
Sandur Feröer Sandoy nevű szigetének legnépesebb települése. Közigazgatásilag Sandur község egyetlen települése.

## Földrajz
Sandur neve homokot, Sandoy pedig homokos szigetet jelent, ami arra utal, hogy itt a többi szigethez képest nagyobb a homokos tengerpart aránya. A település maga egy félszigeten fekszik, amelyet délnyugatról a Grótvík, délkeletről a Sandsvágur öböl ölel körbe. Itt találhatók Feröer egyetlen homokdűnéi. A falutól északnyugatra a Gróthúsvatn, északkeletre a Sandsvatn tó helyezkedik el.
A falutól nyugatra található egy mélyedés, amelyet Givrinarholnak, azaz Boszorkány-barlangnak neveznek.

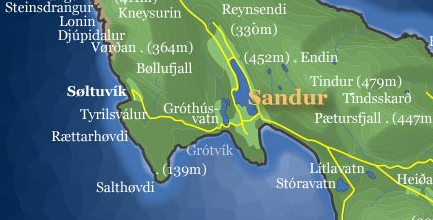
Sandur környéke

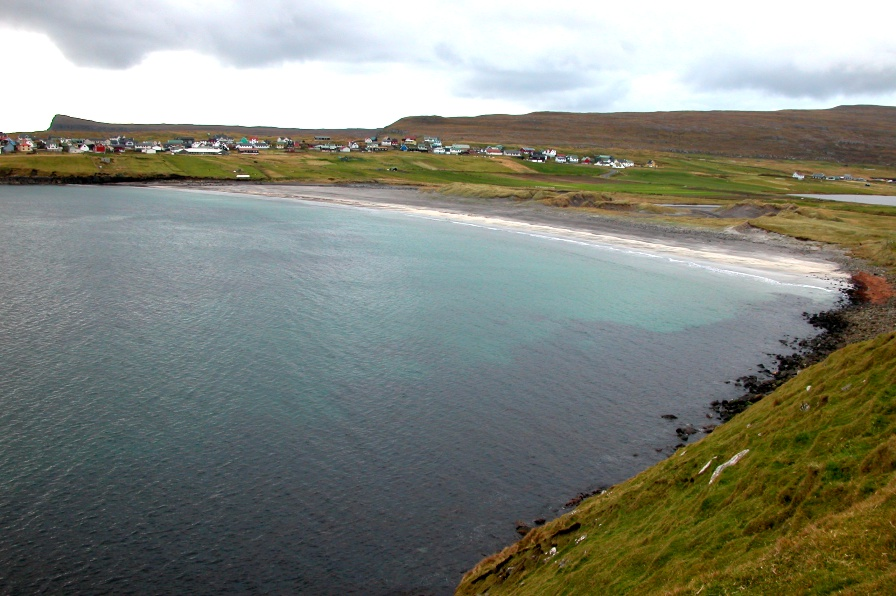
Homokos tengerpart a Sandsvágur öbölnél, a háttérben Sandur

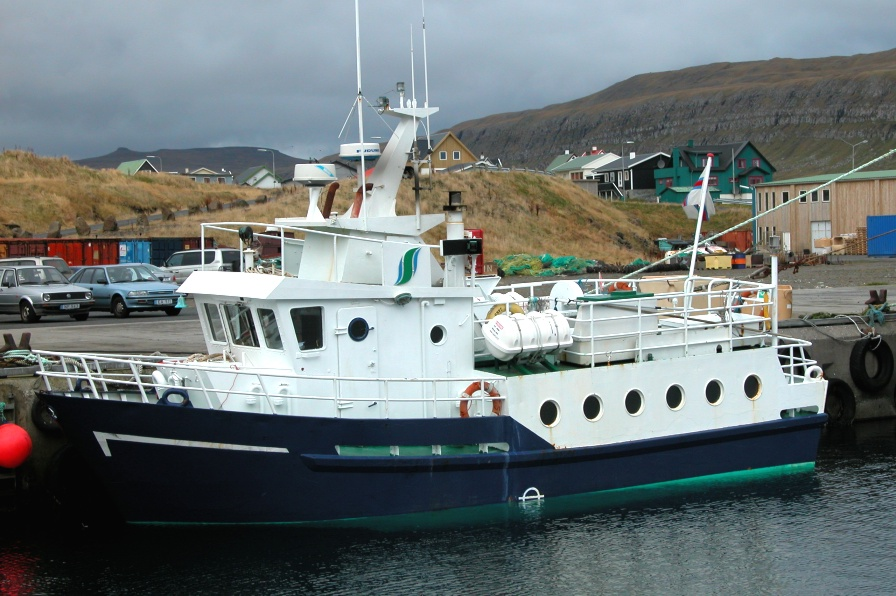
A Skúvoy felé közlekedő M/S Sildberin komp Sandur kikötőjében

## Történelem
Első írásos említése az 1350-1400 között írt Kutyalevélben található, de már a viking korban lakott volt.
Az 1969-1970-ben végzett ásatások szerint 1000 körül egy dongatemplom állt a mai templom helyén, de újabb feltárások szerint a település már 900 körül is lakott volt. Az évszázadok során további négy templom állt ugyanazon a helyen, míg 1839-ben felszentelték a mai templomot. 1988-ban egy gyújtogatás miatt a régi fatemplom egy része odaveszett, és minden ezüsttárgy elolvadt az épületben. A templomot 1989-ben állították helyre és szentelték újra, a 150 éves évfordulóval egybekötve.
1865-ben a temető bővítése során egy ezüstkincset fedeztek fel (sanduri érmekincs), ami 98 darab 11. századi érméből állt. Az érmék fele német verésű volt, de egy Szent István korabeli magyar érme is akadt közöttük. A kincset egy egyszerű ház padlója alá rejtették.

## Népesség
| Év              | Lakosság |
| --------------- | -------- |
| 1986. január 1. | 640      |
| 1991. január 1. | 644      |
| 1996. január 1. | 550      |
| 2001. január 1. | 554      |
| 2006. január 1. | 585      |

## Közlekedés
Sandurba Tórshavnból komppal lehet eljutni, Gamlarætt és Skopun kompkikötőin keresztül. Innen érhető el egy apró komphajóval Skúvoy szigete is.
Közúton észak felé érhető el Skopun, kelet felé pedig a sziget többi települése. A 600-as és 601-es busz egyaránt Skopunból indul, de előbbi Skálavík, utóbbi Húsavík és Dalur felé közlekedik.
A településen található egy Statoil benzinkút.

## Kultúra
Egy műgyűjtő, aki itt született és nőtt fel, nyilvánosan látogatható galériát alakított ki a gyűjteménye számára, ahol többek között Sámal Joensen-Mikines és Ingálvur av Reyni művei is megtalálhatók.

## Sport
Labdarúgócsapata a B71 Sandur.

### Külső hivatkozások
- faroeislands.dk – fényképek és leírás (angol)
- Panorámakép a tengerpartról[halott link] (dán)
- Sandur, Visit Sandoy (feröeri, angol)
- Sandur, faroestamps.fo (angol, német, francia, dán, feröeri)
- Sandur, fallingrain.com (angol)